# Centaur Bluff
Das Centaur Bluff ist ein steiles, 2100 m hoch gelegenes Kliff in der antarktischen Ross Dependency. An der Ostseite der Surveyors Range im Transantarktischen Gebirge ragt es 7 km westlich des Mount Canopus auf.
Teilnehmer einer von 1960 bis 1961 durchgeführten Kampagne der New Zealand Geological Survey Antarctic Expedition benannten es nach dem Doppelsternsystem Alpha Centauri, das ihnen als Fixpunkt für Vermessungsarbeiten diente.